# مقاطعة كانيمخ
مقاطعة كانيمخ هي مقاطعة في ولاية نواوي في أوزبكستان، ومركزها مدينة كانيمخ.